# 손성찬
손성찬(1965년 9월 10일 ~ )은 대한민국의 배우이다.

## 출연작

### 영화
- 《외도》 (개봉 미정) - 진철 역
- 《압꾸정》 (2022년) - 강남구청장 역
- 《장르만 로맨스》 (2021년) - 교수 1 역
- 《십개월의 미래》 (2021년) - 홍성 역
- 《기적》 (2021년) - 교장선생 역
- 《종이꽃》 (2020년) - 홍 사장 역
- 《돌멩이》 (2020년) - 지구대장 역
- 《얼굴없는 보스: 못다한 이야기 감독판》 (2020년) - 이사 1 역
- 《정직한 후보》 (2020년) - 주공 아파트 경비 역
- 《히트맨》 (2020년) - 고위직 2 역
- 《얼굴없는 보스》 (2019년) - 이사 1 역
- 《백두산》 (2019년) - 각료 3 역
- 《82년생 김지영》 (2019년) - 대현 부 역
- 《가장 보통의 연애》 (2019년) - 선영오피스텔 경비원 역
- 《이월》 (2019년) - 약사 역
- 《PMC: 더 벙커》 (2018년) - 한국 대통령 사진 역
- 《판타스틱 휴가백서: 삼천포 가는 길》 (2018년) - 아버지 역
- 《국가부도의 날》 (2018년) - 뿔테 아저씨 / 중년 투자남 역
- 《명당》 (2018년) - 지관 2 역
- 《휴게소》 (2018년) - 언론사 사장 역
- 《공작》 (2018년) - 안기부내사관 역
- 《궁합》 (2018년) - 부마 간택 심사단 2 역
- 《이월》 (2017년) - 약사 역
- 《강철비》 (2017년) - NSC국정원장 역
- 《이수아》 (2017년) - 공장사장님 역
- 《반드시 잡는다》 (2017년) - 서장 역
- 《아이 캔 스피크》 (2017년) - 면접관 1 역
- 《중독노래방》 (2017년) - 환불남 2 역
- 《내일의 시간》 (2018년) - 김우형 역
- 《비밀은 없다》 (2016년) - 자철희 후보 역
- 《고산자, 대동여지도》 (2016년) - 사또 역
- 《검사외전》 (2016년) - 진석 부 역
- 《대호》 (2015년) - 산신제 일본인 조사자 2 역
- 《열정같은소리하고있네》 (2015년) - 최 대표 역
- 《그놈이다》 (2015년) - 민약국 부 역
- 《돌연변이》 (2015년) - 수의사 역
- 《성난 변호사》 (2015년) - 양복쟁이 3 역
- 《오피스》 (2015년) - 순경 1 역
- 《뷰티 인사이드》 (2015년) - 우진 77 역
- 《악인은 살아 있다》 (2015년) - 캐피탈 이전무 역
- 《레드 블라인드》 (2014년) - 판사 역
- 《여름의 끝》 (2014년)
- 《개를 훔치는 완벽한 방법》 (2014년) - 노부인 운전기사 역
- 《더 파이브》 (2013년) - 갤러리관장 역
- 《더 테러 라이브》 (2013년) - 직장인 남자 1 역

### 드라마
- 《땐뽀걸즈》 (KBS2, 2018년)
- 《신의 퀴즈: 리부트》 (OCN, 2018년) - 윤현종의 아버지 역
- 《좀 예민해도 괜찮아》 (웹드라마, 2018년) - 성교수 역
- 《무법 변호사》 (tvN, 2018년)
- 《크로스》 (tvN, 2018년)
- 《크리미널 마인드》 (tvN, 2017년)
- 《비밀의 숲》 (tvN, 2017년)
- 《듀얼》 (OCN, 2017년)
- 《도둑놈, 도둑님》 (MBC, 2017년)
- 《역적 : 백성을 훔친 도적》 (MBC, 2017년)
- 《불어라 미풍아》 (MBC, 2016년)
- 《아이가 다섯》 (KBS2, 2016년)
- 《기억》 (tvN, 2016년)
- 《욱씨남정기》 (JTBC, 2016년)
- 《화려한 유혹》 (MBC, 2016년)
- 《처음이라서》 (온스타일, 2015년)
- 《내겐 너무 사랑스러운 그녀》 (SBS, 2014년)
- 《감격시대: 투신의 탄생》 (KBS2, 2014년)
- 《7급 공무원》 (MBC, 2013년)
- 《기쁜 우리 젊은 날》 (SBS, 2012년)